# Michel Sicre
Michel Sicre, né à Leychert (Ariège) le 29 septembre 1901, mort à Montgaillard (Ariège) le 4 décembre 1972 est un résistant et syndicaliste français. 

## Biographie
Il est fils de Paul Basile Sicre, agriculteur à Leychert, et de Maria Costesèque, mère au foyer. Ses parents divorcent, il travailla à la ferme avec son père sans fréquenter l’école, apprenant seul à lire et à écrire. Il s’installe à Paris après le service militaire puis devient chauffeur d'autobus.
Le 6 février 1926, il épouse Madeleine Alexandrine Minard (1906-1999) dont il aura un garçon et deux filles.
Il adhère à la CGTU en 1924 et au parti communiste en 1927. Michel Sicre, ancien secrétaire permanent de la CGT dès 1934, est amené dans la région de Reims par la Résistance. Capitaine, il organise la résistance civile et militaire dans plusieurs départements.
En 1944, il est président du Comité départemental de Libération de la Marne, contribue à fonder le quotidien L'Union de Reims et est élu maire de Reims le 19 mai 1945. Il le restera jusqu’en septembre 1947 où sa liste échouera aux municipales.
Michel Sicre acquiert une petite propriété dans l’Aude, devint viticulteur au hameau de Couleurs, à Espéraza, donne une impulsion nouvelle à la cave-coopérative de Couiza et préside le syndicat des vignerons d’Espéraza.
Malade d’un cancer, Michel Sicre et son épouse s’installent alors près de leur plus jeune fille à Montgailhard où il décède en 1972.
Son petit-fils, Michel Sicre est maire de la commune de Bligny (Marne) depuis mars 2001.

## Hommages
Il est titulaire de la Médaille de la Résistance et chevalier de l'ordre de Léopold de Belgique.
Une rue de Reims et un parc portent son nom.